# 소프트뱅크 비전 펀드

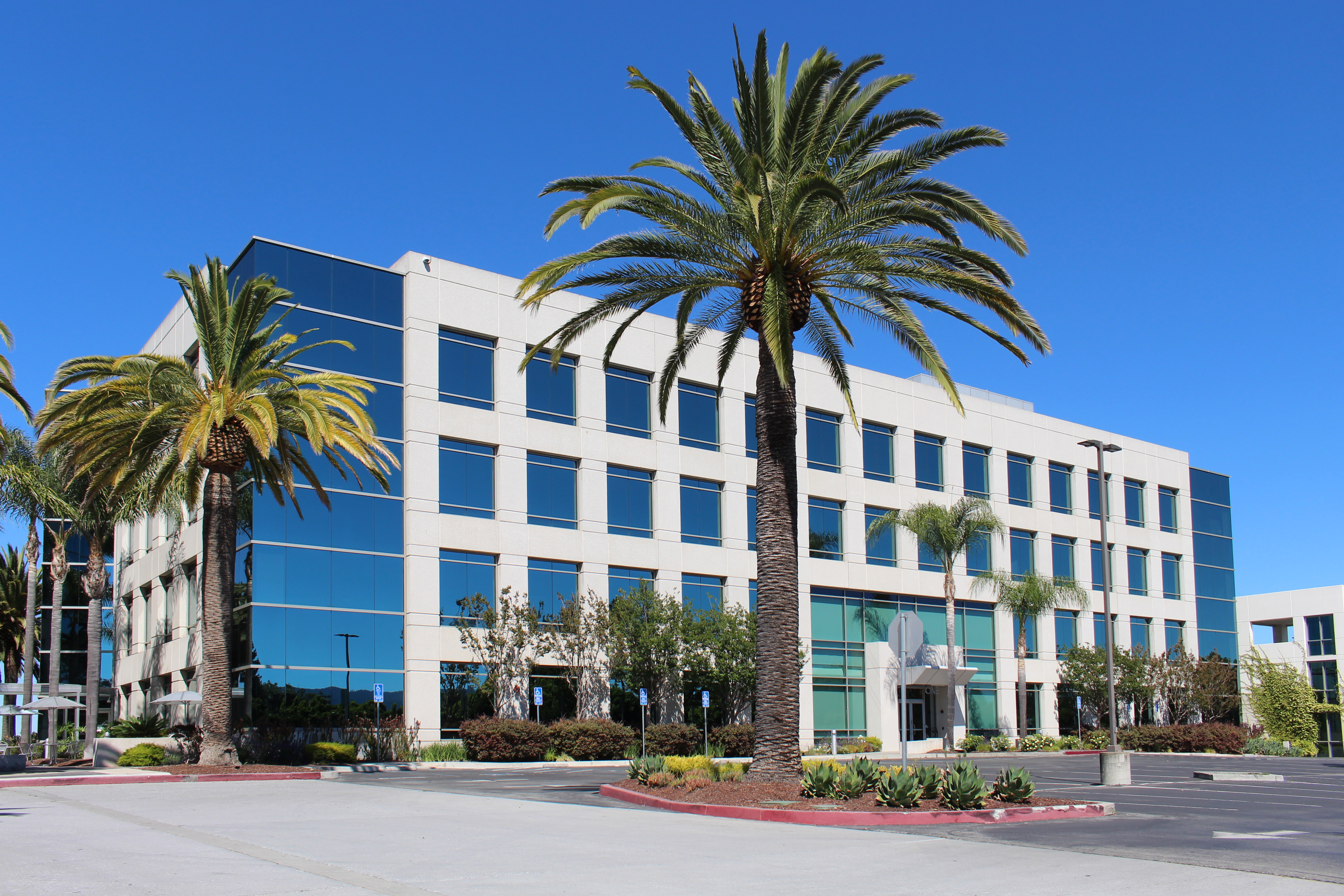
소프트뱅크 비전 펀드의 실리콘밸리 오피스가 미국 캘리포니아주 레드우드시티에 위치해 있다.

소프트뱅크 비전 펀드는 소프트뱅크 그룹의 일부로서 2017년 설립된 벤처 캐피털 펀드이다. 자본 1000억 달러 이상의 세계 최대의 기술 집중 투자신탁이다. 2019년, 소프트뱅크 비전 펀드 2가 설립되었다.

## 저명한 투자
- ARM
- 오토메이션 애니웨어(Automation Anywhere)
- 바이트댄스
- C2FO
- 코히시티(Cohesity)
- 콤파스(Compass)
- 쿠팡
- 크루즈(Cruise)
- 디디추싱(DiDi)
- 도어대시
- 이토로(eToro)
- 패내틱스(Fanatics)
- 플립카트(Flipkart)
- 플렉스포트(Flexport)
- 펀저블(Fungible Inc.)
- 겟어라운드(Getaround)
- 임프로버블(Improbable)
- 캐비지(Kabbage)
- Katerra
- Klarna
- Lenskart
- 맵박스(Mapbox)
- 엔비디아(Nvidia)
- 원웹(OneWeb)
- 오픈도어(Opendoor)
- 아워크라우드(OurCrowd)
- 오요 룸스(Oyo Rooms)
- Ping An Good Doctor
- PolicyBazaar
- Rappi
- Revolut
- Roivant Sciences
- 슬랙(Slack)
- 스위기(Swiggy)
- 더 헛 그룹(The Hut Group)
- 더 샌드박스(The Sandbox)
- 우버(Uber)
- 뷰(View, Inc.)
- 웨그(Wag)
- WeWork
- Wiliot[4]
- ZhongAn
- Zume
- Zymergen